# 마쓰다이라 기요요시 (4대)

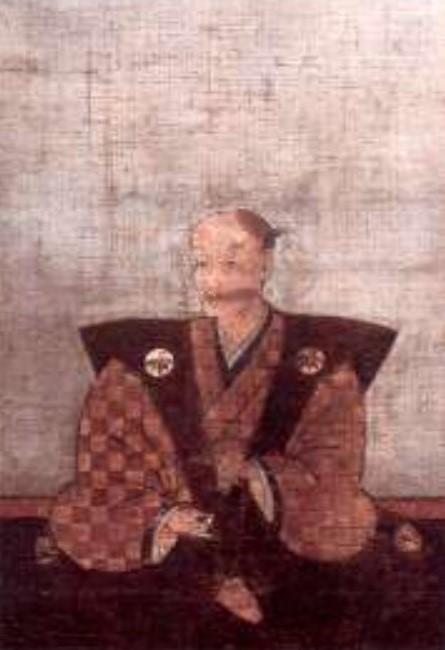
마쓰다이라 기요요시

마쓰다이라 기요요시(일본어: 松平清善, 1505년 ~ 1587년 6월 28일)는 센고쿠 시대·아즈치모모야마 시대의 무장이다. 마쓰다이라 지카요시의 장남으로 미카와국 호이군 다케노야를 본거로 하는 다케노야 마쓰다이라 가의 4대 당주이다. 통칭은 요지로(与二郎), 겐바노죠(玄蕃允).
어머니는 이마가와 우지치카의 딸(이마가와 요시모토의 누이)이며, 자식으로 마쓰다이라 기요무네와 이시카와 이에나리(에게 시집 간 딸이 있다.
에이로쿠 3년(1560년), 오케하자마 전투에서, 이마가와 요시모토가 전사하자 도쿠가와 이에야스를 따라, 이마가와씨를 떠났기 때문에, 인질로 잡혀 있던 딸은 살해되었다. 에이로쿠 원년(1558년)에 이에야스로부터 마리코성(丸子城)의 수비를 명령 받고 에이로쿠 5년(1562년)에 우도노 나가테루의 거성 가미노고성을 공격하여 함락시키는 공적을 세웠다. 겐키 3년(1572년)에는 엔슈 우쓰야마성을 지켰다. 덴쇼 15년(1587년)에 향년 82세로 순절했다.
| 전임 마쓰다이라 지카요시 | 제4대 다케노야 마쓰다이라 가 당주 | 후임 마쓰다이라 기요무네 |